# Listă de scriitori români - I

## Scriitori români - I
| - Iancu, Daniel - Ianuș, Marius - Iaru, Florin - Ibraileanu, Garabet - Ierunca, Virgil - Igna, Vasile - Ilică, Carolina - Ionescu, Eugen - Ionescu, Gelu - Ionescu, Vlaicu | - Iorga, Nicolae - Ieșan, Cip - Iorgulescu, Mircea - Iosif, Ștefan O. - Iova, Gheorghe - Iovan, Ion - Ispirescu, Petre - Istrate, Gheorghe - Istrati, Nicolae - Istrati, Panait | - Iuga, Nora - Ivănescu, Cezar - Ivănescu, Mircea - Ivanovici, Vasile - Ivașcu, George - Ivasiuc, Alexandru - Ivireanu, Antim |